# Sonata số 4 (Nguyễn Văn Quỳ)
Sonata số 4 là một sonata sáng tác cho vĩ cầm và dương cầm của Nguyễn Văn Quỳ. Đây được xem là bản sonata mang tính đột phá trong 9 bản sonata của ông. Tác phẩm được trao giải tại Hội Nhạc sĩ Việt Nam, cũng như được UNICEF tại Việt Nam đề nghị tặng cho Hội Bảo vệ quyền trẻ em của Liên hợp quốc. 

## Sáng tác
Nguyễn Văn Quỳ sáng tác tất cả 9 bản sonata. Bản số 4 ông sáng tác xong vào năm 1982.

## Cấu trúc
Sonata số 4 là "liên khúc sonata" gồm 3 chương. Theo nhà lý luận âm nhạc Nguyễn Thị Nhung, Nguyễn Văn Quỳ  đã tôn trọng lối cấu khúc của liên khúc sonata thể loại cổ điển là chương I nhanh, chương II chậm, chương III nhanh vừa.

### Chương I: Allegro con spirito
Chương I viết ở hình thức sonata allegô gồm 2 chủ đề tương phản. Chủ đề 1 viết ở giọng Rê thứ, hình thành từ một mô típ ngắn trong 1 ô nhịp, sau đó là mô phỏng lại mô típ đó trình bày lần đầu ở bè dương cầm, cuối cùng mới đến bè vĩ cầm. Chủ đề 2 sáng tác ở giọng La trưởng, âm nhạc có tính chất trữ tình, sáng hơn. Chủ đề 2 phần vĩ cầm độc tấu giai điệu, còn dương cầm thực hiệu những âm rải có âm vực rộng của hai tay để tạo ra tính chất mượt mà, trải rộng của chủ đề này.

### Chương II: Larghetto con espressione
Chương II là chương chậm, có tính trữ tình, biểu cảm. Cấu trúc âm nhạc ở hình thức 3 đoạn phức. Những sự day dắt thường gặp trong giai điệu không ngừng biến động giữa những nghịch âm bất chợt có sự hằn xuống chậm, tạo nên một nét nhạc "kịch tính".

### Chương III: Allegretto con animato
Chương III viết theo hình thức Rondo ở nhịp điệu nhanh vừa nhưng vẫn có "sự sôi động". Âm nhạc có xu hướng biểu hiện tình cảm vui vẻ, hồ hởi. Theo nhà phê bình âm nhạc Nguyễn Thuỵ Kha, ông cho rằng chương III viết ở nhịp 5
4 là một "sự khác thường".

## Đánh giá
Theo Nguyễn Thuỵ Kha, sonata số 4 được xem là bản sonata mang tính đột phá trong hành trình sáng tác sonata của Nguyễn Văn Quỳ. Tuy tuân thủ theo lối cấu trúc liên khúc sonata kinh điển, nhưng Nguyễn Văn Quỳ vẫn có sự sáng tạo trong hình thành các chủ đề âm nhạc dựa trên thang âm Việt Nam. Về kỹ thuật hoà âm, tác phẩm được tạo màu trên cơ sở của giai điệu mang tính điệu thức ngũ cung nên ông có kết hợp sử dụng hợp âm ba với các quãng 2, quãng 4 và quãng 5. Bentile Fourier, chủ tịch của Hiệp hội Âm nhạc Lily Laskine và là chủ tịch của nhiều kỳ thi quốc âm nhạc quốc tế đã phải "thốt lên" rằng: "Quỳ thân mến ạ! Anh đã tạo ra một ngôn ngữ âm nhạc đấy. Nhưng quá khó với rất nhiều biến âm."

## Biểu diễn và thành tựu
Sonata số 4 và sonata số 8 của Nguyễn Văn Quỳ là 2 tác phẩm đoạt giải nhì của Hội Nhạc sĩ Việt Nam, lần lượt vào năm 1995 và 2005. Sonata số 4 cũng được Đài Tiếng nói Việt Nam thu âm để phát sóng.  Hai bản sonata số 4 và số 5 còn được hai nghệ sĩ là Ngô Văn Thành và Trần Thu Hà (về sau đều là 2 giám đốc Nhạc viện Hà Nội) biểu diễn ở trong nước, sau đó được mời sang Singapore biểu diễn. Sonata số 4 được UNICEF tại Việt Nam đề nghị tặng cho Hội Bảo vệ quyền trẻ em của Liên hợp quốc.